# Beeldmateriaal van de Tweede Wereldoorlog van George Stevens
Het beeldmateriaal van de Tweede Wereldoorlog van George Stevens is een serie filmopnamen gemaakt door de Amerikaanse regisseur en cameraman George Stevens, toen hij diende bij het Amerikaanse leger in de periode van 1943 tot 1946. Het was toentertijd opmerkelijk dat Stevens, reeds een gevestigd regisseur, besloot het leger in te gaan. Hij heeft hier dan ook bijzondere kleurenopnamen kunnen maken van toen de oorlog op zijn felst was. Sommige van deze opnamen werden uitgebracht in de film D-Day: The Color Footage uit 1999. In 2008 werden de beelden opgenomen in het National Film Registry voor conservering.